# 나이스평가정보
NICE평가정보(NICE Information Service)는 대한민국의 개인 및 기업 신용정보회사이다. NICE그룹의 계열사이다.
1985년 2월 기업금융센터로 출발, 같은 해 5월 한국신용평가(주)로 사명을 변경하였다. 1998년 신용평가 부문이 한국신용평가로 분리해 나가며 한국신용평가정보(한신평정보)로 상호를 변경하였다. 2008년 한국신용정보(한신정)가 계열사와 함께 한신평정보의 지분 29.5%를 취득하며, 다우그룹으로부터 회사를 흡수합병한다. 2010년 11월 한신정과 한신평정보가 지주회사 체제로 분할합병하면서, NICE홀딩스는 지주 회사로, NICE신용평가정보는 신용조회회사로, 한신평신용정보는 채권추심회사로 재편되었다.